# Sebastiano I del Portogallo
Sebastiano I del Portogallo detto il Desiderato  (in portoghese: Sebastião I; Lisbona, 20 gennaio 1554 – Alcazarquivir, 4 agosto 1578) fu il sedicesimo re del Portogallo e dell'Algarve.

## Biografia
Era figlio di Giovanni Manuele d'Aviz, Infante di Portogallo, e di Giovanna d'Asburgo. Il padre morì lo stesso anno della sua nascita. La madre invece abbandonò il figlioletto di tre mesi per chiudersi in un convento. Non lo rivide mai più. Sebastiano divenne dunque re a soli tre anni l'11 giugno 1557 dopo la morte del nonno Giovanni III, sotto la reggenza dapprima della nonna Caterina e poi dello zio cardinale Enrico, che poi gli succedette sul trono.
Nella primavera nel 1578 decise di rafforzare l'influenza portoghese sul Marocco. Il re s'imbarcò a Belém con una flotta di 800 navi e circa 20.000 uomini. Il 4 agosto schierò le proprie truppe nei pressi di Alcácer-Quibir incurante della grande supremazia di uomini su cui poteva contare il suo rivale Mulay Abd al-Malik, che aveva radunato all'incirca 40.000 cavalieri. La battaglia durò circa 5 ore e nonostante il comportamento eroico dei soldati portoghesi si concluse in una carneficina. Soltanto alcune centinaia di cavalieri portoghesi riuscirono a riparare nelle piazzeforti costiere. Il corpo di re Sebastiano I non fu mai trovato. Alla sua morte gli succedette il prozio Enrico I. La scomparsa del giovane re precipitò il suo paese in una profonda crisi dinastica che si concluderà con l'unione della corona portoghese con quella spagnola.
L'assenza di certezza relativamente alla sua morte diede vita alla leggenda del ritorno di Sebastiano ed al nascere di un atteggiamento messianico definito sebastianismo che collegava il ritorno del re scomparso al riscatto dell'identità nazionale portoghese. Tali aspettative contribuirono al proliferare degli impostori, ben quattro, l'ultimo ed il più famoso dei quali fu il calabrese Marco Tullio Catizone, originario di Magisano e protagonista di un affaire internazionale che coinvolse le corti di Francia e Spagna e mise in imbarazzo la Repubblica di Venezia ed il Granducato di Toscana che si erano trovate fortuitamente ad ospitarlo. La storia si concluse il 27 settembre 1603 con l'impiccagione del Catizone, allora detenuto in Spagna.
L'anniversario della sconfitta dell'esercito portoghese e della morte di Sebastiano venne festeggiata dagli ebrei marocchini nei secoli a venire, perché interpretarono la sconfitta come una punizione divina contro la dinastia Aviz, che aveva espulso gli ebrei dal Portogallo nel 1497, e molti degli ebrei espulsi dal Portogallo si rifugiarono proprio a Ksar El Kebir, e in tutto il nord del Marocco. Inoltre, prima di partire per la sua campagna, Sebastiano fece un giuramento solenne in una chiesa di Lisbona, giurando che se avesse vinto la battaglia avrebbe costretto tutti gli ebrei delle terre conquistate a convertirsi al cristianesimo.
La battaglia fu celebrata in ottava rima da Luís Pereira Brandão, un cavaliere e gesuita portoghese che aveva partecipato allo scontro e che cadde prigioniero.

## Ascendenza
|                             |                        |                          | Genitori                 |  |  | Nonni |  |  | Bisnonni                 |  |  | Trisnonni         |  |
|                             |                        |                          |                          |  |  |       |  |  | Manuele I del Portogallo |  |  | Ferdinando d'Aviz |  |
|                             |                        |                          |                          |  |  |       |  |  | Manuele I del Portogallo |  |  | Ferdinando d'Aviz |  |
|                             |                        | Beatrice d'Aviz          |                          |  |  |       |  |  | Manuele I del Portogallo |  |  |                   |  |
| Giovanni III del Portogallo |                        |                          |                          |  |  |       |  |  | Manuele I del Portogallo |  |  |                   |  |
|                             |                        | Maria di Trastámara      | Ferdinando II di Aragona |  |  |       |  |  |                          |  |  |                   |  |
|                             |                        | Maria di Trastámara      | Ferdinando II di Aragona |  |  |       |  |  |                          |  |  |                   |  |
|                             |                        | Maria di Trastámara      | Isabella di Castiglia    |  |  |       |  |  |                          |  |  |                   |  |
| Giovanni Manuele d'Aviz     |                        | Maria di Trastámara      |                          |  |  |       |  |  |                          |  |  |                   |  |
|                             |                        | Filippo I di Castiglia   | Massimiliano I d'Asburgo |  |  |       |  |  |                          |  |  |                   |  |
|                             |                        | Filippo I di Castiglia   | Massimiliano I d'Asburgo |  |  |       |  |  |                          |  |  |                   |  |
|                             |                        | Filippo I di Castiglia   | Maria di Borgogna        |  |  |       |  |  |                          |  |  |                   |  |
| Caterina d'Asburgo          |                        | Filippo I di Castiglia   |                          |  |  |       |  |  |                          |  |  |                   |  |
|                             |                        | Giovanna di Castiglia    | Ferdinando II di Aragona |  |  |       |  |  |                          |  |  |                   |  |
|                             |                        | Giovanna di Castiglia    | Ferdinando II di Aragona |  |  |       |  |  |                          |  |  |                   |  |
|                             |                        | Giovanna di Castiglia    | Isabella di Castiglia    |  |  |       |  |  |                          |  |  |                   |  |
| Sebastiano I del Portogallo |                        | Giovanna di Castiglia    |                          |  |  |       |  |  |                          |  |  |                   |  |
|                             | Filippo I di Castiglia | Massimiliano I d'Asburgo |                          |  |  |       |  |  |                          |  |  |                   |  |
|                             | Filippo I di Castiglia | Massimiliano I d'Asburgo |                          |  |  |       |  |  |                          |  |  |                   |  |
|                             | Filippo I di Castiglia | Maria di Borgogna        |                          |  |  |       |  |  |                          |  |  |                   |  |
| Carlo V d'Asburgo           | Filippo I di Castiglia |                          |                          |  |  |       |  |  |                          |  |  |                   |  |
|                             |                        | Giovanna di Castiglia    | Ferdinando II di Aragona |  |  |       |  |  |                          |  |  |                   |  |
|                             |                        | Giovanna di Castiglia    | Ferdinando II di Aragona |  |  |       |  |  |                          |  |  |                   |  |
|                             |                        | Giovanna di Castiglia    | Isabella di Castiglia    |  |  |       |  |  |                          |  |  |                   |  |
| Giovanna d'Asburgo          |                        | Giovanna di Castiglia    |                          |  |  |       |  |  |                          |  |  |                   |  |
|                             |                        | Manuele I del Portogallo | Ferdinando d'Aviz        |  |  |       |  |  |                          |  |  |                   |  |
|                             |                        | Manuele I del Portogallo | Ferdinando d'Aviz        |  |  |       |  |  |                          |  |  |                   |  |
|                             |                        | Manuele I del Portogallo | Beatrice d'Aviz          |  |  |       |  |  |                          |  |  |                   |  |
| Isabella d'Aviz             |                        | Manuele I del Portogallo |                          |  |  |       |  |  |                          |  |  |                   |  |
|                             |                        | Maria di Trastámara      | Ferdinando II di Aragona |  |  |       |  |  |                          |  |  |                   |  |
|                             |                        | Maria di Trastámara      | Ferdinando II di Aragona |  |  |       |  |  |                          |  |  |                   |  |
|                             |                        | Maria di Trastámara      | Isabella di Castiglia    |  |  |       |  |  |                          |  |  |                   |  |
|                             |                        | Maria di Trastámara      |                          |  |  |       |  |  |                          |  |  |                   |  |